# Johan Dijkstra (cameraman)
Johan Dijkstra (17 maart 1988) is een Nederlandse cameraman en fotograaf die werkzaam is in de film-, televisie- en kunstwereld. Zijn werk omvat onder meer korte films, televisieseries en autonome fotografieprojecten.

## Loopbaan
Dijkstra volgde opleidingen aan de Nederlandse Fotovakschool en de Televisie Academie. Hij begon zijn carrière bij onder andere AT5 en United Broadcast Facilities. Zijn vroege werk met smartphones als filmcamera werd besproken in Nederlandse techmedia, en leidde tot media-aandacht waaronder in de Volkskrant, die in 2013 een artikel wijdde aan iPhone-filmmakers.
Zijn korte film A Little More Drama werd in 2013 bekroond op het International iPhone Film Festival in San Francisco
Later maakte hij onder meer de films Paradise 9, Eindbestemming en Terminus. In 2024 draaide hij de speelfilm Odessa op 35mm-film in de Dolomieten.
Dijkstra is als cameraman ook actief in de televisie-industrie. Hij werkte onder andere aan de jeugdseries De zomer van Zoë en De Eindmusical. Zijn film Voor Aap werd geselecteerd voor het Nederlands Film Festival.
Naast zijn filmwerk is hij actief in de fotografie. In 2020 werd zijn fine-art project Sunshine Royale Motel geëxposeerd in The Hoxton in Amsterdam. Het project werd omschreven als een "visuele ode aan een fictieve motelwereld in verval".

## Erkenningen
Dijkstra ontving prijzen op onder andere het Shortz! Film Festival in Chico (Californië), het Independent Shorts Festival in Los Angeles, en het 48 Hour Film Project. Ook was hij betrokken bij producties die in de prijzen vielen bij het Gouden Televizier-Ring Gala, waaronder de jeugdseries De Eindmusical en De zomer van Zoë die een Gouden Stuiver, respectievelijk een Televizier-Ster Jeugd wonnen.